# Alan Carney
Alan Carney, nato David Boughal (Brooklyn, 22 dicembre 1909 – Van Nuys, 2 maggio 1973), è stato un attore statunitense.

## Filmografia parziale

### Cinema
- La dama e l'avventuriero (Mr. Lucky), regia di H.C. Potter (1943)
- Viaggio per la libertà (Gangway for Tomorrow), regia di John H. Auer (1943)
- Hotel Mocambo (Step Lively), regia di Tim Whelan (1944)
- Zombies on Broadway, regia di Gordon Douglas (1945)
- Il villaggio più pazzo del mondo (Li'l Abner), regia di Melvin Frank (1959)
- Un professore fra le nuvole (The Absent-Minded Professor), regia di Robert Stevenson (1961)
- Professore a tuttogas (Son of Flubber), regia di Robert Stevenson (1963)
- Questo pazzo, pazzo, pazzo, pazzo mondo (It's a Mad, Mad, Mad, Mad World), regia di Stanley Kramer (1963)
- La doppia vita di Sylvia West (Sylvia), regia di Gordon Douglas (1965)
- Scimmie, tornatevene a casa (Monkeys, Go Home!), regia di Andrew V. McLaglen (1967)
- Un maggiordomo nel Far West (The Adventures of Bullwhip Griffin), regia di James Neilson (1967)
- Il fantasma del pirata Barbanera (Blackbeard's Ghost), regia di Robert Stevenson (1968)
- Uomini selvaggi (Wild Rovers), regia di Blake Edwards (1971)
- Herbie il Maggiolino sempre più matto (Herbie Rides Again), regia di Robert Stevenson (1974)

### Televisione
- Goodyear Theatre – serie TV, episodio 2x07 (1959)
- Surfside 6 – serie TV, episodio 2x38 (1962)
- Follow the Sun – serie TV, episodio 1x29 (1962)
- The Dick Powell Show – serie TV, episodio 2x18 (1963)
- The Greatest Show on Earth – serie TV, episodio 1x18 (1964)